# Saphobius lepidus
Saphobius lepidus är en skalbaggsart som beskrevs av Thomas Broun 1912. Saphobius lepidus ingår i släktet Saphobius och familjen bladhorningar. Inga underarter finns listade i Catalogue of Life.